# 오스트레일리아 국립미술관
오스트레일리아 국립미술관(영어: National Gallery of Australia)은 오스트레일리아 캔버라에 있는 국립 미술관이다. 오스트레일리아의 최대 미술관 중 하나로, 166,000점 이상의 예술품이 있다.

## 같이 보기
- 뉴사우스웨일스 주립 미술관
- 빅토리아 국립미술관
- 국립 초상화 미술관 (캔버라)